# Mače, Bistrica v Rožu
Mače (nemško Matschach) je naselje v Občini Bistrica v Rožu v Okraju Celovec-dežela na Koroškem v Avstriji.